# Dario Cavaliere
Dario Cavaliere (Napoli, 16 marzo 1997) è uno schermidore italiano, specializzato nella sciabola.
È il figlio dello schermidore Massimo Cavaliere.
Con la nazionale italiana si è classificato terzo ai mondiali di Lipsia del 2017 e alle Universiadi tenutesi a Taipei nello stesso anno.

## Palmarès

### Risultati élite
In carriera ha ottenuto i seguenti risultati:
Mondiali
Individuale
A squadre
- Bronzo nella sciabola a Lipsia 2017[2]

Universiadi
Individuale
A squadre
- Oro nella sciabola a Chengdu 2023
- Bronzo nella sciabola a Taipei 2017

Giochi mondiali militari
Individuale
- Bronzo nella sciabola a Wuhan 2019

A squadre
- Argento nella sciabola a Wuhan 2019

Campionati italiani
Individuale
- Argento nella sciabola a Cagliari 2024

A squadre
- Bronzo nella sciabola a Cagliari 2024
- Bronzo nella sciabola a Piacenza 2025

### Risultati giovani
Mondiali giovani
Individuale
- Bronzo nella sciabola a Plovdiv 2017

A squadre
- Argento nella sciabola a Bourges 2016
- Argento nella sciabola a Plovdiv 2017

Europei Under-23
Individuale
- Oro nella sciabola a Erevan 2018

A squadre
- Oro nella sciabola a Erevan 2018

Europei giovani
Individuale
- Argento nella sciabola a Plovdiv 2017

A squadre
- Oro nella sciabola a Novi Sad 2016
- Oro nella sciabola a Plovdiv 2017
- Argento nella sciabola a Maribor 2015

Europei cadetti
Individuale
A squadre
- Oro nella sciabola a Gerusalemme 2014